# Фредеріка Саксен-Гота-Альтенбурзька (1675—1709)
Фредеріка Саксен-Гота-Альтенбурзька (нім. Friederike von Sachsen-Gotha-Altenburg, 24 березня 1675 — 28 травня 1709) — принцеса Саксен-Гота-Альтенбургу з Ернестинської лінії Веттінів, донька герцога Саксен-Гота-Альтенбургу Фрідріха I та принцеси Саксен-Вайссенфельської Магдалени Сибілли, дружина спадкоємного принца Ангальт-Цербсту Йоганна Августа.

## Біографія

### Ранні роки
Народилась 24 березня 1675 року у Готі. Була четвертою дитиною та четвертою донькою в родині принца Саксен-Готського Фрідріха та його першої дружини Магдалени Сибілли Саксен-Вайссенфельської. Мала старших сестер Анну Софію та Доротею Марію. Ще одна сестра померла в ранньому віці до її народження. Згодом сімейство поповнилося чотирма молодшими дітьми.
За два дні після народження принцеси, помер її дід з батьківського боку Ернст Благочесний. Батько разом із братами стали співправителями Саксен-Готи. Втім, загальний двір у Фріденштайні проіснував лише рік, після чого почалися перемовини щодо розділу спадку, які дійшли згоди у лютому 1680. Фрідріх, з отриманих на його долю земель, сформував нове герцогство Саксен-Гота-Альтенбург. Резиденцією сім'ї залишився замок Фріденштайн. Літо проводили у замку Фрідріхсверт.
У січні 1681 року Фредеріка втратила матір. У тому ж році батько оженився вдруге із Крістіною Баден-Дурлахською. Його не стало у серпні 1691 року. Наступні два роки принцеса прожила із мачухою в удовиній резиденції — Альтенбурзькому замку. У 1693 році, її брат Фрідріх, ставши повнолітнім, перебрав на себе повноту влади та повернув сестру до двору. Фредеріка надавала братові підтримку в управлінні державою аж до свого шлюбу. Її описували як релігійну, дотепну та начитану дівчину, яка, крім німецької, вільно володіла італійською та французькою мовами. Однак принцеса мала певні проблеми зі здоров'ям, тому у 1694 та 1697 роках вирушала лікуватися до Бад-Емсу.

### Шлюб
26 лютого 1702 року у замку Фріденштайн відбулися її заручини зі спадкоємним принцом Ангальт-Цербсту Йоганном Августом, з яким вона познайомилася на урочистостях з приводу відкриття у Цербсті церкви Святої Трійці у 1696 році. З того часу молоді люди мали велику прихильність одне до одного.

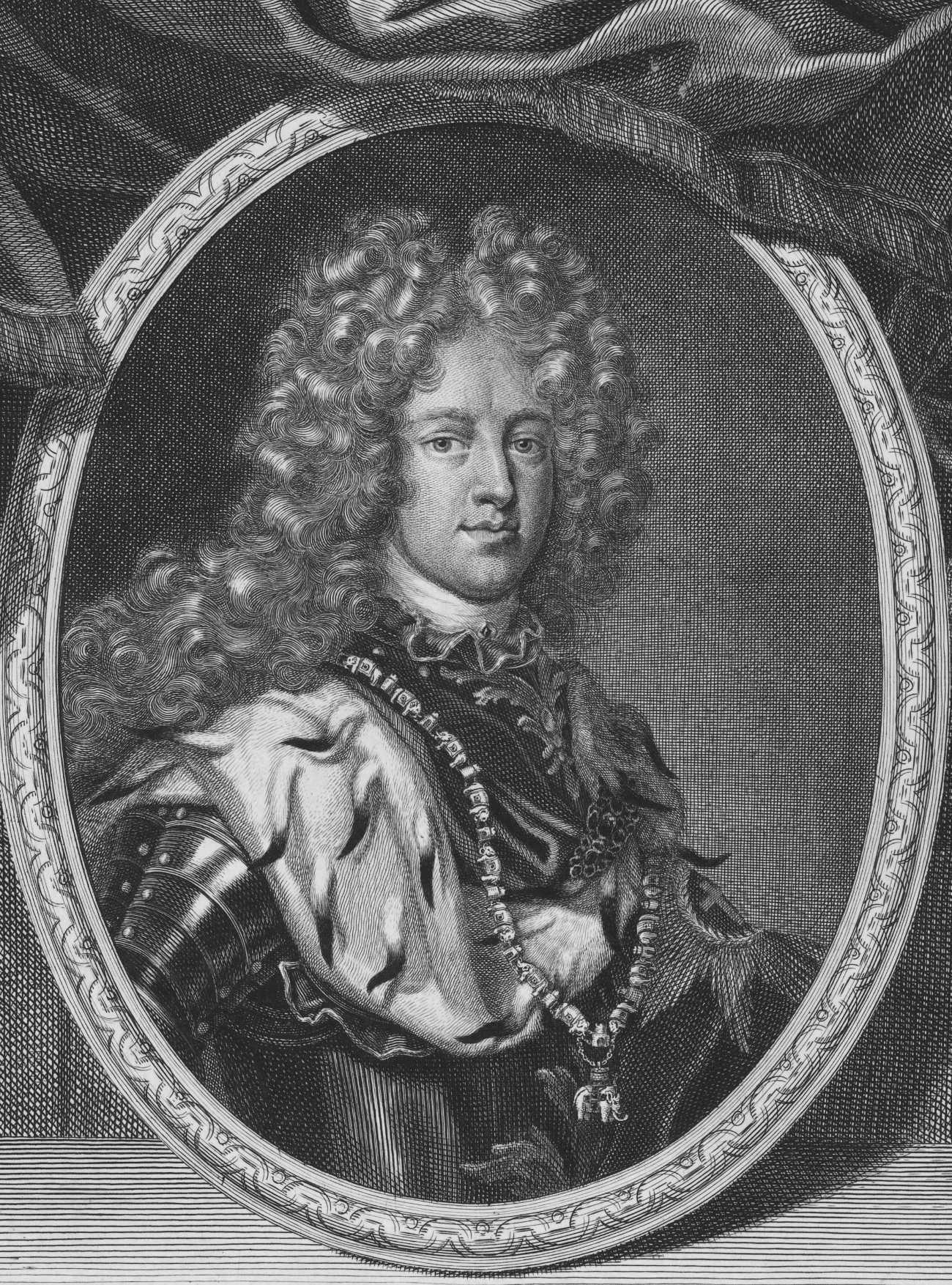
Портрет Йоганна Августа пензля невідомого майстра

У 27 років взяла шлюб із 24-річним Йоганном Августом. Весілля відбулося 25 травня 1702 у Цербсті. Молодята мали власний двір, були щасливі та закохані. Дітей у них не було. Для чоловіка Фредеріка також стала доброю порадницею в державних питаннях.
У вересні 1704 року відбулася закладка першого каменю у фундамент власного палацу спадкоємної пари, який отримав назву Фрідерікенберг (нім. Friederikenberg), на честь молодої дружини.
У тому ж році подружжя відвідало Карлсбад. У 1706, разом із батьками Йоганна Августа, побували в Єфері у Фрісландії, де провели кілька тижнів, насолоджуючись місцевістю. З серпня по жовтень 1708 року знову відпочивали у Карлсбаді, сподіваючись відновити здоров'я Фредеріки.
7 травня 1709 року пара в черговий раз виїхала до Карлсбаду. 28 травня Фредеріка померла на руках чоловіка, страждаючи від хвороби, яка перебігала з гарячкою. Була похована у замковій кірсі Цербсту. Численні європейські двори висловили свої співчуття. Йоганн Август дуже важко переживав втрату коханої дружини.